# Pseudostenaspis hermanni
Pseudostenaspis hermanni là một loài bọ cánh cứng trong họ Cerambycidae.